# 扁柄巢蕨
扁柄巢蕨（学名：Asplenium humbertii）也称长柄巢蕨，为铁角蕨科铁角蕨属下的一个植物种。